# 닌자 (1981년 영화)
닌자(Enter The Ninja)는 미국에서 제작된 메나헴 골란 감독의 1981년 액션, 드라마 영화이다. 프랑코 네로 등이 주연으로 출연하였고 요람 글로버스 등이 제작에 참여하였다.

## 출연

### 주연
- 프랑코 네로
- 수잔 조지

### 조연
- 쇼 코스기
- 크리스토퍼 조지
- 알렉스 코트니
- 윌 헤르